# FAKE Design

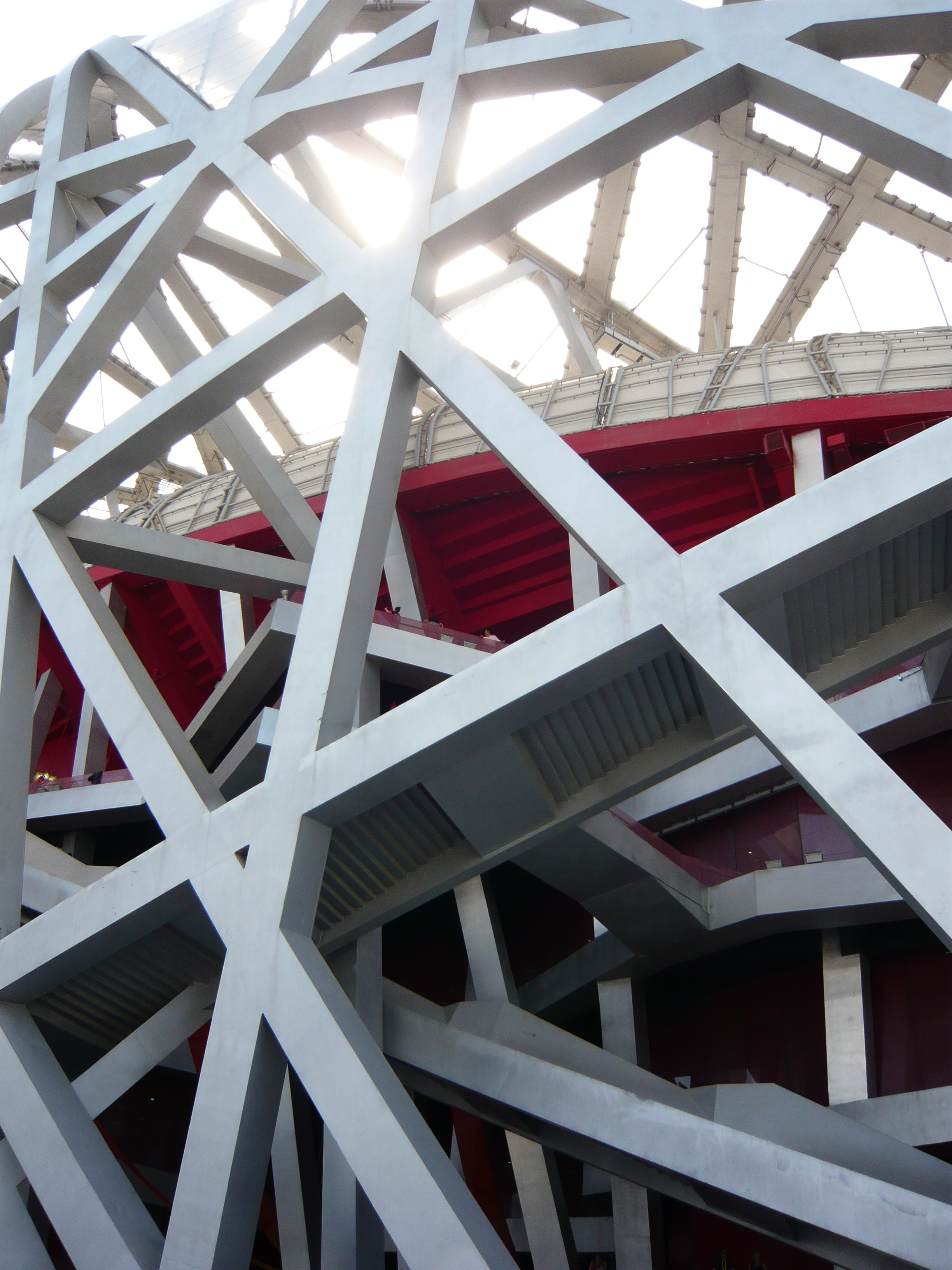
Pekings Nationalstadion av Herzog & de Meuron och FAKE Design

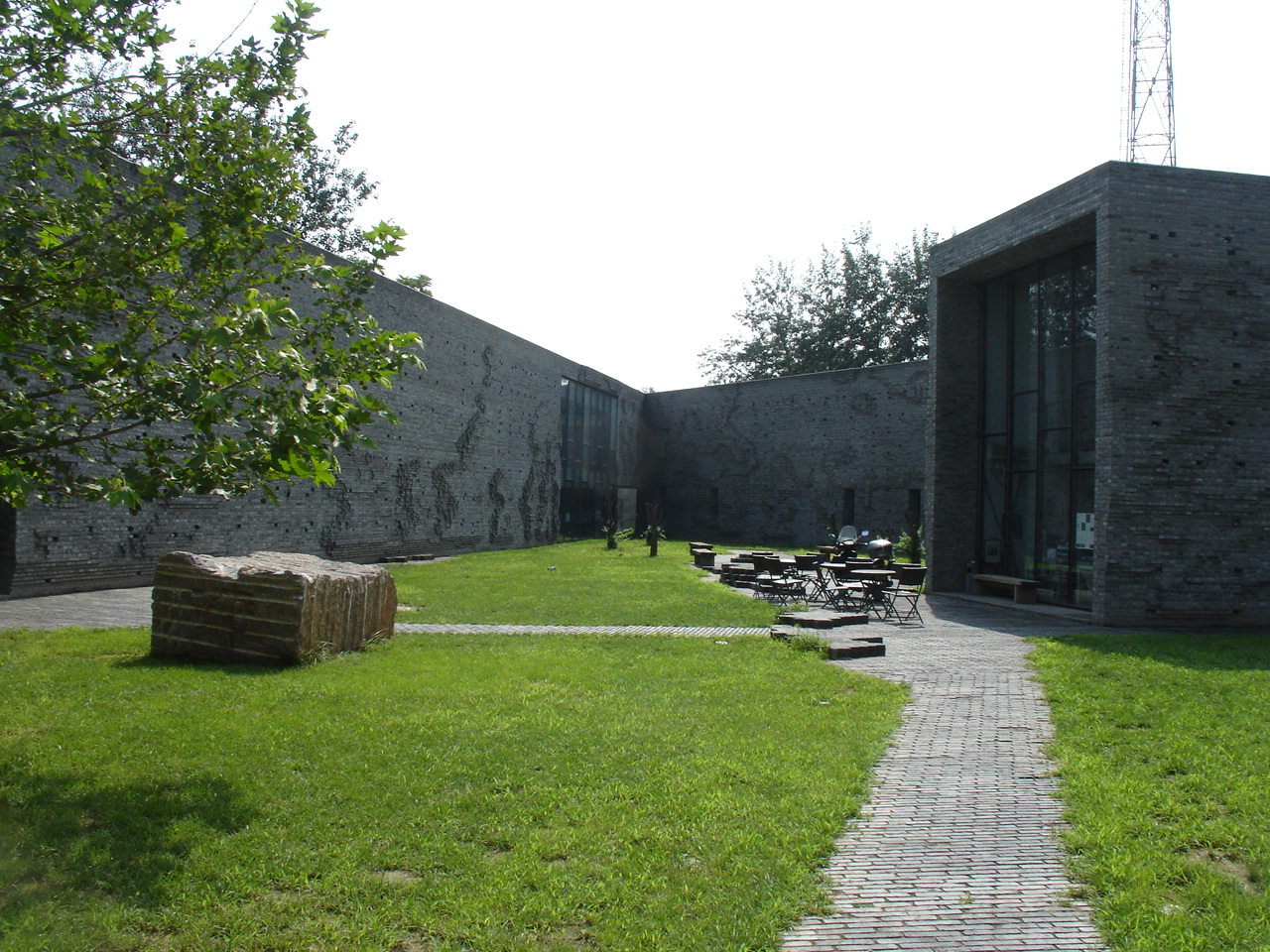
Three Shadows Photography Art Centre i Caochangdi i Peking, ritat av FAKE Design

FAKE Design är en kinesisk arkitektfirma.
FAKE Design grundades av Ai Weiwei år 2003 och leds av hans hustru Lu Qing. Arkitektfirman grundades sedan Ai Weiwei hade ritat och uppfört en egen ateljé med bostad i Caochangdi i Peking 1999 samt en ny byggnad för galleriet Chinese Art Archive and Warehouse (CAAW) 2000.
Företaget har ett tjugotal anställda och har sitt kontor i Caochangdi i Peking.

## Verk i urval
- Pekings Nationalstadion i samarbete med Herzog & de Meuron, 2003–2008
- Yiwu South Riverbank, Jinhua, 2002
- Generalplan för Jinhua Architecture Park till minne av Ai Qing, samt en av de 17 paviljongerna, Jinhua, 2002–2007.[2]
- 9 Boxes-Taihe Complex, Peking, 2004
- Three Shadows Photography Art Center, Caochangdi i Peking, 2006
- Red Brick Art Galleries, Caochangdi i Peking, 2007
- Generalplan för projektet ORDOS 100, en bebyggelse på 197 hektar med 100 fastigheter på 1 000 m² vardera i Ordos i Inre Mongoliet, 2008.[3][4]
- Tsai residence, i samarbete med HHF Architects, staden Amcran i delstaten New York i USA, 2008[5]